# Víctor Manuel Sarobe Pueyo
Víctor Manuel Sarobe Pueyo, o sencillamente, Manuel Sarobe, (Pamplona, 17 de octubre de 1925-ibid., 8 de diciembre de 2012) fue un especialista en gastronomía, autor de varias obras sobre la materia en las que recopila y rescata platos tradicionales.

## Biografía
Nacido en Pamplona, su familia era originaria de Lesaca. Aunque no hablaba el vascuence, tenía un alto grado de comprensión de esta lengua, y estudió con frecuencia el léxico vinculado con los temas objetos de su interés como eran la gastronomía, en general, y la matanza en particular, además de manifestaciones artísticas de la religiosidad popular.
Después de hacer el bachillerato, se dedicó  a la sastrería, la profesión de su padre, y más tarde trabajó como agente comercial, oficio que desempeñó hasta su jubilación. 
Pronto se despierta su interés por «las manifestaciones de religiosidad popular que se producían en Navarra y alrededores», a las que acudía acompañado de su propio hermano y de amigos como Alfonso Nieto, Fernando Pérez Ollo, José Joaquín Arazuri, el fotógrafo Miguel Goicoechea o José Javier Uranga. Con motivo de las javieradas, las romerías y otras fiestas populares empieza a compartir con sus amigos sus propios platos y su pasión por la gastronomía.
Casado con Salomé, tuvo tres hijos, una chica y dos varones.
Falleció en Pamplona el 8 de diciembre de 2012.

## Obras y publicaciones
Cabe destacar:
- 1968: Gastronomía I. Platos de caza en Navarra. Temas de Cultura Popular, núm. 20. Diputación Foral de Navarra, Pamplona.
- 1969: Gastronomía II. Pescados de río, abadejos, ranas y caracoles en Navarra. Temas de Cultura Popular, núm. 45. Diputación Foral de Navarra, Pamplona. ISBN 978-84-235-0647-7
- 1988: Carta de un gastrónomo “corazonista”, en el Boletín de la Cofradía Vasca de Gastronomía, 18, pp. 14-15.
- 1991: Comida insólita, las musharras, en el Boletín de la Cofradía Vasca de Gastronomía, 25, pp. 52-56.
- 1995: La cocina popular navarra, Pamplona, Caja de Ahorros de Navarra. Es su obra más conocida, en la que publica más de 1.300 recetas recopiladas a lo largo de  40 años.[4] Está disponible en el servicio de la Biblioteca Navarra Digital.[5]
- 1996: El cocinero religioso, transcripción y edición de la obra escrita por Antonio Salsete, del siglo XVII, titulada «El Cocinero Religioso instruido en aprestar las Comidas de Carne, Pescado, Yerbas y Potages a su Comunidad».[6]
- 2023: Vocabulario navarro. Alimentación y gastronomía. Edición póstuma de la Cátedra del Patrimonio Inmaterial de Navarra, de la Universidad Pública de Navarra. ISBN 978-84-09-45651-2 que recopila voces en castellano y en euskera relacionadas con la alimentación y la gastronomía de Navarra.

## Premios, homenajes y reconocimientos
Fue presidente de la Sociedad gastronómica "Napardi" de Pamplona, miembro de la Academia Vasca de Gastronomía  y miembro honorario de la Academia Navarra de Gastronomía.
Por sus trabajos sobre gastronomía recibió galardones como el Premio Gastereo, el Aceituna de Oro.

## Legado
Recopiló más de 20.000 diapositivas, «fruto de toda una vida de trabajo de campo», que constituye un importante fondo etnográfico y, especialmente, gastronómico, minuciosamente ordenado, lo que facilita la consulta.